# Хуанчжун
Хуанчжу́н (кит. упр. 湟中, пиньинь Huángzhōng, буквально: «среднее течение реки Хуаншуй») — район городского подчинения городского округа Синин провинции Цинхай (КНР).

## История
Во времена империи Западная Хань в 121 году до н. э. после того, как генерал Хо Цюйбин разгромил западных кочевников и присоединил их земли к империи Хань, в этих местах был основан военный пост и создан уезд Линьцян (临羌县, «перед цянами»). Во времена империи Восточная Хань был учреждён округ Сипин (西平郡), власти которого разместились в образованном в этих местах уезде Сиду (西都县, был выделен из уезда Линьцян). После распада империи Хань на три государства эти земли оказались в составе царства Вэй, и в 222 году здесь был выстроен укреплённый город.
В эпоху 16 варварских государств эти места переходили из рук в руки в результате войн между недолговечными государственными образованиями. В 397 году образовалось государство Южная Лян, столица которого изначально находилась в этих местах; в 414 году его аннексировало Западная Цинь. Во времена Северной Вэй в 526 году была создана область Шаньчжоу (鄯州), и эти места вошли в её состав; на этих землях был создан уезд Шаньчэн (鄯城县).
Во времена империи Тан в результате мятежа Ань Лушаня границы государства остались беззащитными, и эти места были в 761 году захвачены тибетцами. После завершения гражданской войны и восстановления страны эти места в 851 году были вновь захвачены империей Тан.
После падения империи Тан эти места были снова захвачены тибетцами, но после образования империи Сун опять перешли под китайский контроль. В 1104 году область Шаньчжоу была переименована в область Синин (西宁州).
В 1227 году эти места были захвачены монголами. После падения монгольской империи Юань эти места перешли под контроль китайской империи Мин, и область Синин в 1373 году была преобразована в Сининский караул (西宁卫). В 1386 году здесь был возведён мощный укреплённый город, стены которого имели 16 м в высоту и 16 м в толщину.
Во времена империи Цин после того, как был подавлен мятеж хошутов, Сининский караул был в 1724 году преобразован в Сининскую управу (西宁府), входящую в состав провинции Ганьсу. В 1829 году Сининской управе подчинялись 3 уезда и 4 комиссариата; власти управы размещались в уезде Синин (西宁县). После Синьхайской революции в Китае была проведена реформа структуры административного деления, и в 1913 году Сининская управа была расформирована.
В 1929 году была создана провинция Цинхай, и уезд Синин был определён местом пребывания её властей. В 1945 году урбанизированная часть уезда Синин была выделена в отдельный город Синин, а в 1946 году уезд Синин был переименован в Хуанчжун; он напрямую подчинялся властям провинции Цинхай.
В 1960 году уезд Хуанчжун был передан под юрисдикцию Синина, но в 1961 году вернулся под прямое управление властей провинции.
В 1978 году уезд Хуанчжун вошёл в состав округа Хайдун (海东地区).
Постановлением Госсовета КНР от 5 декабря 1999 года уезды Хуанчжун и Хуанъюань были переведены из состава округа Хайдун под юрисдикцию Синина.
Постановлением Госсовета КНР от 6 ноября 2019 года уезд Хуанчжун был преобразован в район городского подчинения

## Административное деление
Район Хуанчжун делится на 10 посёлков, 2 волости и 3 национальные волости.

## Население(2000)
Согласно переписи 2000 года население 448 465 человек.
| Народ     | Численность | Доля    |
| --------- | ----------- | ------- |
| Ханьцы    | 337.354     | 75,22 % |
| Хуэйцы    | 70.920      | 15,81 % |
| Тибетцы   | 38.153      | 8,51 %  |
| Ту        | 1.218       | 0,27 %  |
| Монголы   | 532         | 0,12 %  |
| Маньчжуры | 105         | 0,02 %  |
| Остальные | 183         | 0,04 %  |